# HD 170975
HD 170975，又名BD-14 5099，SAO 161587、HR 6959，是一颗恒星，视星等为5.5，位于銀經17.59，銀緯-2.68，其B1900.0坐标为赤經18h 27m 0.6s，赤緯-14° -2.68′ 17″。